# Takayama Hikokurō
Takayama Hikokurō est un nom japonais traditionnel ; le nom de famille (ou le nom d'école), Takayama, précède donc le prénom (ou le nom d'artiste).
Takayama Hikokurō (高山 彦九郎, 15 juin 1747-4 août 1793) est l'un des « trois hommes excellents de l'ère Kansei » (Kansei no san-kijin, 寛政の三奇人) avec Hayashi Shihei et Gamō Sanbei.

## Source de la traduction
- (en) Cet article est partiellement ou en totalité issu de l’article de Wikipédia en anglais intitulé « Takayama Hikokurō » (voir la liste des auteurs).